# Darius Morris
Darius Aaron Morris (Los Angeles, 3 de janeiro de 1991 
– Los Angeles, 4 de maio de 2024), foi um jogador profissional de basquetebol norte-americano.

## Carreira
Morris jogou basquete universitário na Universidade de Michigan. Em 2011, foi selecionado com a 41ª escolha geral no Draft pelo Los Angeles Lakers, jogou em Los Angeles até 2013, sendo várias vezes enviado para o Los Angeles D-Fenders na Liga de Desenvolvimento da NBA (D-League). 
Em 2014, jogou no Philadelphia 76ers, Los Angeles Clippers e Memphis Grizzlies. Na temporada 2014/15 jogou pelo Brooklyn Nets. No ano seguinte foi readquirido pelo Rio Grande Valley Vipers, time no qual jogou por duas temporadas. Morris ainda teve passagens pela China, Rússia e França.

## Morte
No dia 4 de maio de 2024, o Los Angeles Lakers publicou em rede social a morte do jogador. A causa da morte não foi revelada.